# Michael Huke
Michael Huke (* 30. März 1969 in Sondershausen) ist ein ehemaliger deutscher Leichtathlet, der im Sprint erfolgreich war.
Er wurde bei den DDR-Meisterschaften 1989 Dritter im 100-Meter-Lauf und gewann 1991 und 1994 die Deutsche Meisterschaft über 200 Meter. Außerdem gewann er mit der 4-mal-100-Meter-Staffel des TV Wattenscheid 01 Leichtathletik 1991, 1992, 1993, 1995 und 1996 den Meistertitel und mehrere Vizemeisterschaften über 100 Meter.
Huke vertrat Deutschland bei den Hallenweltmeisterschaften 1991, den Halleneuropameisterschaften 1992, den Weltmeisterschaften 1993, den Europameisterschaften 1994 den Halleneuropameisterschaften 1994, den Weltmeisterschaften 1995, den Olympischen Spielen 1996 und den Weltmeisterschaften 1999. Seine größten Erfolge waren dabei das Erreichen der Finals bei den Heimweltmeisterschaften 1993 in Stuttgart und den Europameisterschaften 1994 in Helsinki, wo er mit der deutschen 4-mal-100-Meter-Staffel jeweils Sechster wurde.
Michael Huke startete für die SG Dynamo Sondershausen, den SC Turbine Erfurt und ab 1991 den TV Wattenscheid 01. Der gelernte Industriekaufmann blieb auch nach seiner Leistungssportkarriere dem Sport treu. Beim Leichtathletikmeeting Sondershausen war er für den sportlichen Bereich zuständig und 2002 wurde er Sportwart und 2009 Leistungssportkoordinator beim TV Wattenscheid 01.